# Bernardo Vilar
Bernardo Vilar Estevão Jeronimo, född 12 februari 1998, är en brasiliansk fotbollsspelare som spelar för Västerås SK.

## Karriär
Vilar spelade som ung för América (MG), Atlético Mineiro och Cruzeiro. I maj 2019 blev han klar för spel i Votuporanguense. Vilar spelade två matcher för klubben i Campeonato Paulista.
I februari 2020 värvades Vilar av IFK Värnamo. Han debuterade i Ettan Södra den 14 juni 2020 i en 1–0-vinst över Motala AIF. Vilar spelade totalt 16 ligamatcher och gjorde två mål under säsongen 2020 då Värnamo blev uppflyttade till Superettan.
Den 11 augusti 2021 värvades Vilar av IFK Göteborg, där han skrev på ett 3,5-årskontrakt. Vilar debuterade den 17 augusti 2021 i en 3–0-vinst över Österlen FF i Svenska cupen. I juli 2022 blev Vilar klar för en återkomst i IFK Värnamo, där han skrev på ett 3,5-årskontrakt. I augusti 2023 lånades Vilar ut till Helsingborgs IF på ett låneavtal över resten av säsongen.